# Кубок валлійської ліги з футболу 2010—2011
Кубок валлійської ліги 2010–2011 — 19-й розіграш Кубка валлійської ліги. Переможцем втретє поспіль став Нью-Сейнтс.

## Календар
| Раунд        | Дата                       | Матчі | Клуби  |
| ------------ | -------------------------- | ----- | ------ |
| Перший раунд | 31 серпня/7-8 вересня 2010 | 8     | 12 → 8 |
| 1/4 фіналу   | 21 вересня/5-6 жовтня 2010 | 8     | 8 → 4  |
| 1/2 фіналу   | 26 жовтня/9 листопада 2010 | 2     | 4 → 2  |
| Фінал        | 2 травня 2011              | 1     | 2 → 1  |

## Перший раунд
| Команда 1                | Заг. | Команда 2       | 1-й матч | 2-й матч |
| ------------------------ | ---- | --------------- | -------- | -------- |
| 31 серпня/7 вересня 2010 |      |                 |          |          |
| Бала Таун                | 2:4  | Престатін Таун  | 2:2      | 0:2      |
| Кармартен Таун           | 0:3  | Аберіствіт Таун | 0:0      | 0:3      |
| 31 серпня/8 вересня 2010 |      |                 |          |          |
| Ейрбас                   | 4:3  | Ньютаун         | 4:2      | 0:1      |
| Гейверфордвест Каунті    | 4:3  | Ніт             | 2:1      | 2:2      |

## 1/4 фіналу
| Команда 1                | Заг.    | Команда 2        | 1-й матч | 2-й матч |
| ------------------------ | ------- | ---------------- | -------- | -------- |
| 21 вересня/5 жовтня 2010 |         |                  |          |          |
| Гейверфордвест Каунті    | 1:4     | Аберіствіт Таун  | 1:1      | 0:3      |
| Лланеллі                 | 3:2     | Порт-Толбот Таун | 1:2      | 2:0      |
| Престатін Таун           | 4:4 (ч) | Бангор Сіті      | 3:2      | 1:2      |
| 21 вересня/6 жовтня 2010 |         |                  |          |          |
| Нью-Сейнтс               | 4:2     | Ейрбас           | 2:0      | 2:2      |

## 1/2 фіналу
| Команда 1                  | Заг. | Команда 2   | 1-й матч | 2-й матч |
| -------------------------- | ---- | ----------- | -------- | -------- |
| 26 жовтня/9 листопада 2010 |      |             |          |          |
| Аберіствіт Таун            | 1:4  | Лланеллі    | 0:1      | 1:3      |
| Нью-Сейнтс                 | 12:1 | Бангор Сіті | 9:0      | 3:1      |

## Фінал
| 2 травня 2011 16:30 (EEST) |

| Лланеллі                           | 3:4 дч   | Нью-Сейнтс                            |
| ---------------------------------- | -------- | ------------------------------------- |
| Голловей 78' Фоллоус 86' Мозес 87' | Протокол | Едвардс 43' Шарп 75', 89' Раскоу 120' |

| Парк Авеню, Аберисвіт Глядачів: 310 Арбітр: Браян Джеймс |